# 숭인출장소
숭인출장소(崇仁出張所)는 숭인면의 잔여 지역이 서울에 편입돼서 성북구에 설치한 출장소다. 도봉구 분구로 현재의 강북구 지역도 이관되면서 폐지되었다.

## 같이 보기
- 성북구
- 노해출장소
- 숭인면
- 서울의 확장